# Evelyne Bustros
Evelyne Bustros, född 1878, död 1971, var en libanesisk författare och feminist. Hon var en pionjärfigur i den tidiga modernistiska libanesiska kvinnorörelsen. 